# J.R.R. Tolkien
John Ronald Reuel Tolkien (født 3. januar 1892 i Bloemfontein, Oranjefristaten, død 2. september 1973 i Bournemouth i England) var en engelsk forfatter og professor i engelsk sprog og middelalderlitteratur (primært folkevandringstiden) på Universitetet i Oxford. Efter sin død blev han verdensberømt for sine bøger. Han var sprogkunstner og skrev både fiktion og lyrik som voksen. Han er forfatteren af eventyrromanen Hobbitten eller ud og hjem igen og trebindsværket Ringenes Herre og har også skrevet Tom Bombadils Eventyr. De udspiller sig i Tolkiens eget litterære univers, Midgård: en projektion af N-V-Europa i en fiktiv forhistorisk tid. Det er denne verden og skabelsen af den, som gjorde ham kendt som den moderne fantastiske litteraturs skaber. Men han var først og fremmest akademiker.
Han arbejdede meget på Beowulf og lærte sig finsk for at læse Kalevala på originalsproget. Han tilhørte den litterære diskussionsgruppe The Inklings sammen med C.S. Lewis, som var hans nære ven. Posthumt udkom Silmarillion, Roverandom og Efterladte historier. Tolkien udviklede flere sprog i forbindelse med Ringenes Herre, bl.a. de to elversprog: Quenya (Eldarin), som er baseret på finsk, og Sindarin, som er inspireret af walisisk. Hans søn, Christopher Tolkien, skrev videre på hans eventyr om Húrins børn.

## Biografi

### Familien
De fleste af Tolkiens forfædre var håndværkere. Slægten Tolkien stammede fra Sachsen i Tyskland, men havde boet i England siden det 18. århundrede. Navnet Tolkien, oprindelig Tollkiehn, er en anglisering af det tyske ord Tollkühn, "dumdristig". John Ronald blev født i Bloemfontein i Oranjefristaten (i dag en del af Sydafrika).
Da han var tre år gammel, flyttede han med sin mor og bror til England. Faderen døde, før han kunne rejse efter dem, og Tolkien voksede op uden far. Størstedelen af hans barndom boede han i i nærheden af Birmingham i England, bl.a. i landsbyen Sarehole. Han gik på King Edward's School, St. Phillip's Grammar School og vandt et stipendiat til Exeter College i Oxford, hvor han begyndte sine studier i 1911.
På trods af protester fra familie og svigerfamilie konverterede John Ronalds mor, Mabel Tolkien, til katolicismen. I 1904, da John Ronald var tolv år gammel, døde hun af diabetes. Tolkien mente, at moderens sygdom og død til dels var forårsaget af de problemer, hun fik som følge af konverteringen, og han opfattede hende nærmest som en martyr for katolicismen. Det fik stor betydning for hans egen tro. Troen var en vigtig faktor i hans liv og blev fundamentet i hans forhold til C.S. Lewis (forfatter til bl.a. Narnia-serien). Samtaler med Tolkien var en af de faktorer, som gjorde, at Lewis efter religiøs spekulation erklærede sig for kristen.
Som forældreløs blev Tolkien opfostret af fader Francis Morgan ved Birmingham Oratory. Han boede på et slags pensionat i Birmingham, hvor han mødte og blev forelsket i Edith Bratt (som senere blev brugt som model til figuren Lúthien, en elverprinsesse i Silmarillion). Forholdet mellem John Ronald og Edith blev hindret af, at Tolkiens værge, fader Francis, forbød dem at mødes, men efter at Tolkien blev myndig, genoptog han kontakten, og de blev gift i 1916. De fik fire børn.

### Uddannelse og krig
Tolkien fik sin uddannelse i Oxford, hvor han blev bachelor i 1915 med højeste karakter i engelsk sprog og litteratur. Herefter gik Tolkien i 1915 ind i hæren og deltog blandt andet i Slaget ved Somme i 1916. Han var i Lancashire Fusiliers, den mest dekorerede britiske enhed under krigen. Under krigen oplevede han grusomhederne og døden i skyttegravene og mistede de fleste af sine venner fra skoledagene i Birmingham. Selv fik han skyttegravsfeber og kom på lazaret. Det fik ham væk fra fronten og reddede sandsynligvis hans liv.
Mens han lå på lazarettet, begyndte han at skrive en cyklus af mytologisk inspirerede fortællinger med titlen The Book of Lost Tales. Fortællingen var dels pasticher på myter, han kendte og kunne lide (fx er fortællingen om Túrin Turambar en bearbejdning af fortællingen om Kullervo i Kalevala). En ramme for cyklussen skulle være en tilknytning til England. Mange mener, at det at skrive fantastisk litteratur var en måde at flygte fra krigen.
Efter krigen fik Tolkien en stilling ved The Oxford English Dictionary, en af de bedste ordbøger i verden. I 1920 fik han et lektorat i engelsk sprog ved University of Leeds. Han flyttede tilbage til Oxford i 1925 til et professorat i oldengelsk (angelsaksisk). I 1945 fik han et professorat i engelsk sprog ved Merton College i Oxford, en stilling han beholdt, til han blev pensioneret i 1959.
Den 28. marts 1972 blev Tolkien gjort til Commander of the Order of the British Empire.
På gravstenen på Wolvercote kirkegård i Oxford, hvor både han og hustruen ligger begravet, står der Beren og Lúthien. En hyldest til en af de største kærlighedsfortællinger fra Midgård.

### Forfatterskab
Tolkien var ekspert i angelsaksisk sprog (oldengelsk) og dermed beslægtede sprog (oldnorsk, oldtysk og gotisk) med hovedvægt på dialekter fra Mercia, den del af England, hvor han boede. Desuden var Tolkien ekspert i den litteratur, der blev skrevet på disse sprog især episke fortællinger og folkeeventyr.
Den dybe fascination af disse sprog var både hans profession og hans hobby. Den stammede fra hans barndom, hvor nogle af de børn, han kendte, talte 'Animalic', hvor forskellige dyrenavne betød ting. Han lærte sig det sprog, og da det gik af mode, lavede han med nogle af sine venner sproget 'nevbosh', hvilket betød 'nynonsens'. Senere gik han videre med naffarin, men det forlod han igen, uden at nogen fik at vide, hvad noget af det betød. Senere gik han videre med andre sprog. Han var tiltrukket af "den nordiske tradition", som inspirerede ham til omfattende læsning af dets myter og epos. Det førte til formuleringen af forskellige opfattelser af myternes betydning og deres relation til sproget, samt vigtigheden af historier, en interesse han delte med sin gode ven C.S. Lewis. Sproget, den heroiske tradition, myterne og historien forenedes i hans betagende fortællinger.
Tolkien var inspireret af bl.a. asetroen. Det ses ved Gandalf den Grå, som tydeligt er inspireret af Odin, som i Kvadet om Gråskæg er en gammel mand med stort gråt skæg.
I 1937 udkom Hobbitten eller ud og hjem igen, som var inspireret af de historier, han fortalte sine tre børn på sengekanten. Bogens hovedperson var hobbitten Bilbo Sækker, som bekæmpede drager og blev bærer af Ringen over alle Ringe.
Trilogien Ringenes Herre udkom 1954-1955. Den er kaldt det tyvende århundredets største skønlitterære værk og overgik hermed George Orwell og James Joyce. Bøgerne er basis for den Tolkien-feber, der greb det meste af verden efter de tre film af instruktøren Peter Jackson: Ringenes Herre - Eventyret om Ringen havde premiere julen 2001, julen 2002 fulgte Ringenes Herre - De to Tårne og julen 2003 sidste del, Ringenes Herre - Kongen vender tilbage.

## Tolkiens livssyn
Tolkien var en hengiven katolik, og i sine religiøse og politiske holdninger var han yderst konservativ i etablerede konventioner og ortodoksi, mens innovation og modernisering fik en hård medfart. Tolkiens hengivenhed som kristen var betydningsfuld ved omvendelsen af C.S. Lewis fra ateisme til kristendom, men Tolkien var meget skuffet, da Lewis vende tilbage til den anglikanske kirke i stedet for at blive romersk-katolsk som han selv. Tolkien støttede Francisco Franco under den spanske borgerkrig, da han fandt ud af, at republikanerne ødelagde kirker og dræbte præster og nonner. Han mente, at Hitler var mindre farlig end Sovjetunionen: Han skrev et brev under München-krisen og mente, at Sovjetunionen var eneansvarlig for problemerne, og at den prøvede at spille briterne og franskmændene ud mod tyskerne.
Tolkien kritiserede også Adolf Hitler og Nazipartiet op til 2. verdenskrig og var især kritisk over for nazismens racelære og antisemitisme. I 1941 udtrykte han sin beklagelse over nazismens forvanskning af "nordisk kultur".

### Natursyn
Det meste af Tolkiens liv var naturbeskyttelse ikke rigtigt på den politiske agenda, og Tolkien udtrykte aldrig offentligt noget om emnet. I private breve beskrev han dog sin glæde ved træer og sin skuffelse over træer, der blev fældet. I flere analyser af Tolkiens værker er det tydeligt, at samtidigt med at han udviklede elverfolkene (se Udviklingen af elverfolk-begrebet i Tolkiens værker) fra at være lumske og fjendtlige væsner som i Hobbitten til at være venlige som i Ringenes Herre, så udviklede han også sit syn på naturen.
I Hobbitten optræder Dunkelskov som en overvejende farlig og truende skov efter den historiske (middelalderens) opfattelse af skove befolket af trolde, (lumske) alfer, røvere osv. Det synes også at være tilfældet i første del af Ringenes Herre, hvor Frodo rejser gennem Den Gamle Skov. I de senere dele af Ringenes Herre er skove imidlertid blevet noget positivt som i Lothlorien og Fangorn, og Tolkien beskriver, hvordan Dunkelskov og Den Gamle Skov udelukkende var mørke og skumle pga. overgreb og trusler udefra
- Træer optræder som vigtige symboler. De to Træer i Aman og Gondors hvide træ er vigtige symboler på de gode magter
- Lothlorien og Fangorn er vigtige tilholdssteder for gode kræfter, og Tolkien bruger meget tid på at beskrive disse skove i Ringenes Herre
- Enterne er ligesom hobbitterne unikke Tolkien-væsner

### I Tolkiens levetid
- 1937 The Hobbit or there and back again (Hobbitten eller ud og hjem igen, 1969)
- 1945 Leaf by Niggle (Nørkles blad, 1987[10]),
- 1947 On Fairy-Stories (Om eventyrhistorier, 1987),
- 1949 Farmer Giles of Ham (Niels Bonde fra Bol og Tom Bombadils eventyr, 1979; udgivet sammen)
- 1954 The Fellowship of the Ring (Eventyret om Ringen, bind 1 af Ringenes Herre, 1968)
- 1954 The Two Towers (Ringenes Herre - De to Tårne, bind 2 af Ringenes Herre, 1969)
- 1955 The Return of the King (Ringenes Herre - Kongen vender tilbage, bind 3 af Ringenes Herre, 1970)
- 1962 The Adventures of Tom Bombadil (Niels Bonde fra Bol; Tom Bombadils eventyr, 1979; udgivet sammen; Niels Bonde fra Bol, 1992)
- 1964 Tree and Leaf (Indeholder Tolkiens eget essay om Om eventyrhistorier og novellen Nørkles blad. Oversat til dansk to gange: Træer og blade, 1987 og Træ og blade, 1998. Oversættelsen fra 1998 indeholder også digtet Mythopoeia)
- 1967 Smith of Wooton Major (Smeden fra Store Wootton, 1982. Findes også i en uofficiel oversættelse fra 1975)
- 1967 The Road Goes Ever On

### Efter Tolkiens død
Tolkien skrev på Midgårds historie, til han døde. Hans søn, Christopher Tolkien, har med assistance af forfatteren Guy Gavriel Kay organiseret noget af dette materiale. Det blev udgivet som Silmarillion i 1977. Christopher Tolkien har også udgivet en del af baggrundsmaterialet til Midgård:
- 1977 The Silmarillion (Silmarillion, 1978)
- 1980 Unfinished Tales (Efterladte historier, 2004)
- 1981 The Letters of J. R. R. Tolkien
- 1983 The Monsters and the Critics (en essaysamling)
- 2007 The Children of Húrin på dansk Húrins børn

#### Udgivelser er i serienThe History of Middle-earth
- 1983 The Book of Lost Tales 1
- 1984 The Book of Lost Tales 2
- 1985 The Lays of Beleriand
- 1986 The Shaping of Middle-earth
- 1987 The Lost Road and Other Writings
- 1988 The Return of the Shadow (Historien bag Ringenes herre, bind 1)
- 1989 The Treason of Isengard (Historien bag Ringenes herre, bind 2)
- 1990 The War of the Ring (Historien bag Ringenes herre, bind 3)
- 1992 Sauron Defeated (Historien bag Ringenes herre, bind 4)
- 1993 Morgoth's Ring (Senere Silmarillion, bind 1)
- 1994 The War of the Jewels (Senere Silmarillion, bind 2)
- 1996 The Peoples of Middle-earth

Følgende udgivelser er i serien The History of The Hobbit:
- 2007 The History of The Hobbit Part One: Mr. Baggins
- 2007 The History of The Hobbit Part Two: Return to Bag-end

De posthume værker som The History of Middle-earth, The History of The Hobbit og Efterladte historier indeholder ufuldstændige, kasserede, alternative, og til og med modstridende versioner af historierne, fordi Tolkien forsatte med at skrive på sin mytologi i flere årtier med konstante omskrivninger, rokeringer og udvidelser af historierne. Kun Silmarillion er nogenlunde konsistent med Ringenes herre takket være en del redigeringsarbejde af Christopher Tolkien, men den indeholder alligevel mange mindre modsætninger. Selv Hobbitten er ikke fuldstændig konsistent med Ringenes herre.
Et interessant posthumt Midgårdsrelateret værk er digtet
- 1974 Bilbo's Last Song

#### Børnebøger, han skrev til sine børn, hvor handlingen foregik udenfor Midgård
- 1976 The Father Christmas Letters (Julemandens breve, 1995)
- 1982 Mr. Bliss (Hr. Fryd, 1983)
- 1998 Roverandom (Roverandom, 1998)

#### Akademisk materiale som ikke omhandler Midgård
- 1975 Sir Gawain and the Green Knight, Pearl, Sir Orfeo (middelalderdigt oversat af Tolkien)
- 1982 Finn and Hengest (Angelsaksisk digtning)
- 2002 Beowulf and the Critics (Angelsaksisk digtning)
- 2009 The Legend of Sigurd & Gudrún (Gendigtning af de oldnordiske heltekvad om helten Sigurd)

En samling af Tolkiens kunst, både relateret og ikke relateret til Midgård:
- 1995 J. R. R. Tolkien: Artist and Illustrator

Biblioteket på Marquette Universitetet i Milwaukee i Wisconsin i USA ejer mange af Tolkiens originalmanuskripter, notater og breve. Meget andet originalt materiale er i Bodleian Library på Oxford Universitet.
Marquette har manuskripterne til Ringenes herre og Hobbitten, mange 'mindre' bøger som Tom Bombadils eventyr og fan-materiale, mens Bodleian har Silmarillion-papirene og Tolkiens akademiske arbejder.